# Verkehrsqualität
Die Verkehrsqualität ist eine rechnerische Größe, die bei der Planung von Straßen zu ermitteln ist. Mit der Berechnung der Verkehrsqualität kann nachgewiesen werden, dass die neue Straße die erwartete Verkehrsbelastung mit einer angestrebten Qualität abwickeln kann und die vorgegebene Reisegeschwindigkeit nach RAS-N erreicht wird. Der Nachweis der Verkehrsqualität kann nur auf zweistreifigen Landstraßen außerhalb von Knotenpunkten und für Straßen der Kategoriegruppe A I bis A III berechnet werden.

## Eingangswerte
Für den Nachweis der Verkehrsqualität werden folgende Eingangswerte benötigt:

### Reisegeschwindigkeit VB
Diese Geschwindigkeit ist ein Mittelwert für alle Pkws, der auf dem neuen Straßenabschnitt angestrebt wird. Sie wird vorgegeben von der Raumordnung und Landesplanung.

### Bemessungsverkehrsstärke qB
Diese Größe gibt die Verkehrsnachfrage (einschließlich Schwerverkehrsanteil bSV) auf dem neuen Streckenabschnitt wieder. Sie kann aus der Verkehrsprognose ermittelt werden. Man kann dabei auf ein Verkehrsgutachten (Modellprognose) oder auf eine Hochrechnung (Trendprognose) zurückgreifen. 

### Linienführung der Strecke in Lage und Höhe
Diese Angaben werden benötigt, um die Steigung und die Kurvigkeit beim Nachweis der Verkehrsqualität zu berücksichtigen.

### Aufteilen der Straße in gleichwertige Teilabschnitte
Die Straße sollte in gleichwertige Abschnitte geteilt werden. Die Einteilung ist in besonderem Maße abhängig von der Längsneigung und der Kurvigkeit. Die Streckenabschnitte sind dabei nicht kleiner als 300 m zu wählen. 

## Berechnung

### Eingangswerte für Berechnung zuordnen
Den Streckenabschnitten werden Steigungsklassen (1 bis 5) zugeordnet. Je nach Längsneigung erreicht das fiktive Bemessungsfahrzeug eine andere mittlere Geschwindigkeit. Neben der Steigungsklasse werden für jeden Streckenabschnitt die Kurvigkeit und der Schwerverkehrsanteil ermittelt. Diese Größen haben auf die Verkehrsqualität einen wesentlichen Einfluss. 

### Verkehrsstärke
Aus den oben genannten Werten kann anhand von Tabellen, die Verkehrsstärke innerhalb der Streckenabschnitte bestimmt werden. Sie besitzt die Einheit Kfz pro Stunde und bezieht sich auf beide Fahrstreifen.

### Verkehrsdichte
Um die Verkehrsqualität festzustellen, ist ein Verhältnis aus Verkehrsstärke und mittlerer Pkw-Reisegeschwindigkeit zu bilden. Anhand dieser fiktiven Verkehrsdichte, gemessen in Kfz pro Kilometer, kann die neue Straße in Qualitätsstufen eingeteilt werden.
 siehe auch Hauptartikel Verkehrsdichte 

## Ergebnis

### Stufe der Angebotsqualität (Level of Service)
Je nach Verkehrsdichte kann die Straße die Qualitätsstufe A (gute Verkehrsqualität) bis Stufe F (schlechte Verkehrsqualität) besitzen. Ist die angestrebte Qualitätsstufe aus der Planungsvorgabe nicht erreicht, müssen Maßnahmen ergriffen werde, um die geforderte Qualität herzustellen.
Die Definition der Qualitätsstufen ist u. a. im Handbuch für die Bemessung von Straßenverkehrsanlagen (HBS) der FGSV veröffentlicht.
| Stufe A | Die Verkehrsteilnehmer werden äußerst selten von anderen beeinflusst. Sie besitzen die gewünschte Bewegungsfreiheit in dem Umfang, wie sie auf der Verkehrsanlage zugelassen ist. Der Verkehrsfluss ist frei. |
| Stufe B | Die Anwesenheit anderer Verkehrsteilnehmer macht sich bemerkbar, bewirkt aber eine nur geringe Beeinträchtigung des Einzelnen, Der Verkehrsfluss ist nahezu frei. |
| Stufe C | Die individuelle Bewegungsmöglichkeit hängt vielfach vom Verhalten der übrigen Verkehrsteilnehmer ab, Die Bewegungsfreiheit ist spürbar eingeschränkt. Der Verkehrszustand ist stabil. |
| Stufe D | Der Verkehrsablauf ist gekennzeichnet durch hohe Belastungen, die zu deutlichen Beeinträchtigungen in der Bewegungsfreiheit der Verkehrsteilnehmer führen. Interaktionen zwischen ihnen finden nahezu ständig statt. Der Verkehrszustand ist noch stabil. |
| Stufe E | Es treten ständige gegenseitige Behinderungen zwischen den Verkehrsteilnehmern auf. Bewegungsfreiheit ist nur in sehr geringem Umfang gegeben. Geringfügige Verschlechterungen der Einflussgrößen können zum Zusammenbruch des Verkehrsflusses führen. Der Verkehr bewegt sich im Bereich zwischen Stabilität und Instabilität. Die Kapazität wird erreicht. |
| Stufe F | Die Nachfrage ist größer als die Kapazität. Die Verkehrsanlage ist überlastet. |